# ペンテコステ

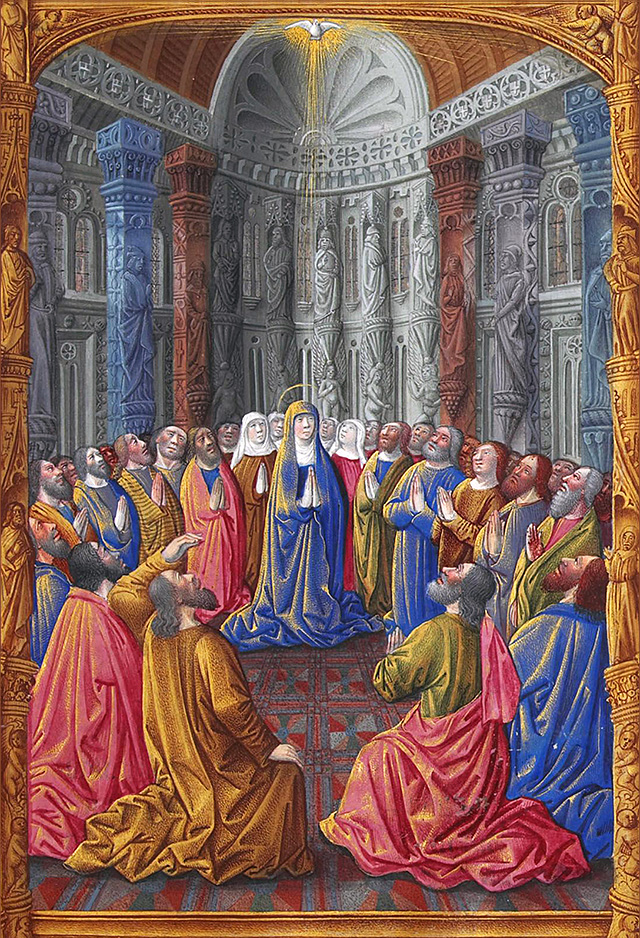
聖霊降臨を描いた15世紀の写本

ペンテコステ（ラテン語: Pentecostes）は、聖霊降臨（せいれいこうりん）と呼ばれる新約聖書にあるエピソードの1つ。イエスの復活・昇天後、集まって祈っていた120人の信徒たちの上に、神からの聖霊が降ったという出来事のこと、およびその出来事を記念するキリスト教の祝祭日。教派により訳語は異なり、聖霊降臨祭（せいれいこうりんさい）、五旬節（ごじゅんせつ）、五旬祭（ごじゅんさい）、7週の祭り（シャブオット）ともいう。ザドク暦の第3ホデシュの15日である。

## 概要

エル・グレコ『聖霊降臨』 (1596-1600年)、プラド美術館、マドリード

聖霊降臨に関する記事は新約聖書の『使徒言行録』2章1節 - 42節にみられる。それによれば、復活したイエスは弟子たちに「近いうちに聖霊が降る」ことを告げて（使徒言行録1章8節）、天に昇っていく（キリストの昇天）。それから10日後、ユダヤ教の7週の祭りの日に使徒とイエスの母や兄弟たち、イエスに従った女たちが集まって祈っていると、激しい風のような音が聞こえ、天から炎のような舌が一人ひとりの上に分かれて降った。集まって祈っていた信徒たちは聖霊に満たされ、さまざまな国の言葉（普通の人に理解できない「異言」ではなく、「外国語」のことである）で語り始めた。地中海世界全域に離散していたディアスポラのユダヤ人たちが、五旬祭のためにエルサレムに集まっていたが、（パレスチナ出身の）信徒たちが地中海世界各地の言葉で語っているのを聞いて驚いた。ペトロが中心になってイエスの死と復活の意味について語ると、多くの人が信じて洗礼を受け、使徒たちのグループに加わった。キリスト教は洗礼で聖霊が下ると主張するが、イエスの弟子たちは洗礼を受けた後すぐには聖霊は下らずペンテコステで初めて下ったのであることから矛盾が見られると言われるが、ヨハネの福音書16章7節でイエスは
「わたしが去って行かなければ、助け主があなたがたのところに来ないからです。しかし、もし行けば、わたしは助け主をあなたがたのところに遣わします。」と言われているので矛盾はない。
また水によるの洗礼と聖霊の洗礼は別物である。
歴史的には、ペンテコステという名前はギリシア語で「50番目（の日）」を意味するペンテーコステー（・ヘーメラ） "πεντηκοστή [ἡμέρα]" に由来している。これはユダヤ教において大麦の初穂の揺祭の50日後に祝われる祭日シャブオット（シャヴーオート） "שבועות"（「週」を表すシャヴーア "שבוע" の特殊な複数形。通常の複数形はシャヴーイーム "שבועים"）のギリシャ語訳である。

## ユダヤ教
ユダヤ教のペンテコステに関してはシャブオット（七週の祭り）を参照のこと。

## キリスト教
キリスト教の聖霊降臨の祭日は復活祭から数えて50日目に祝われる（年によって日付が変わる移動祭日）。西方教会では5月初旬から6月上旬の日曜日に、東方教会では5月初旬から6月下旬の日曜日に行われる。その日付は毎年異なる。聖書本来のペンテコステの日に対して一週間足りない。
聖霊降臨祭の祝い方は各国さまざまである。イタリアとフランスでは、新約聖書に記されている炎のような舌を象徴するバラの花びらを撒いたり、激しい風のような音を表現したトランペットが吹かれる。南ドイツやスイス、オーストラリアなどでは、牝牛に花冠をつけパレードをする。
聖霊降臨を描いた芸術作品は多いが、特に有名なものとしてエル・グレコの絵画『聖霊降臨』がある。

### プロテスタント各派における聖霊理解の違い
ペンテコステ派というキリスト教の一派は、個人個人における聖霊の働きを強調し、異言など神がかり的な体験を強調する。その重要性ゆえ自らの教会にペンテコステを冠している。
また、聖化を強調する福音派教会（英国の宗教改革者ジョン・ウェスレーの系統を受け継ぐホーリネス系、メソジスト系などの教会）でも、個人個人における聖霊の働きを強調するが、心の中にある自我（自分中心の思い）が清められ、神中心に生きる者に変えられる「瞬間的聖化」と、生活が少しずつ聖化され、清い生き方をするようになる「漸次的聖化」を強調する。それゆえ「聖潔（きよめ）派」と呼ばれることも多い。
福音派およびペンテコステ派以外の多くのキリスト教諸派においては、聖霊降臨は教会が成立した日であるという認識がなされている。

### 各年における聖霊降臨の祝日
| 年     | 西方教会（カトリック、プロテスタント等）での各年のペンテコステ | 東方教会（正教会・東方諸教会等）での各年の聖神降臨祭 |
| ------ | -------------------------------------------------------------- | ---------------------------------------------------- |
| 2018年 | 5月20日                                                        | 5月27日                                              |
| 2019年 | 6月9日                                                         | 6月16日                                              |
| 2020年 | 5月31日                                                        | 6月7日                                               |
| 2021年 | 5月23日                                                        | 6月20日                                              |
| 2022年 | 6月5日                                                         | 6月12日                                              |
| 2023年 | 5月28日                                                        | 6月4日                                               |
| 2024年 | 5月19日                                                        | 6月23日                                              |
| 2025年 | 6月8日                                                         | 6月8日                                               |
| 2026年 | 5月24日                                                        | 5月31日                                              |
| 2027年 | 5月16日                                                        | 6月20日                                              |
| 2028年 | 6月4日                                                         | 6月4日                                               |
| 2029年 | 5月20日                                                        | 5月27日                                              |
| 2030年 | 6月9日                                                         | 6月16日                                              |
| 2031年 | 6月1日                                                         | 6月1日                                               |
| 2032年 | 5月16日                                                        | 6月20日                                              |